# Lucinde Paradol

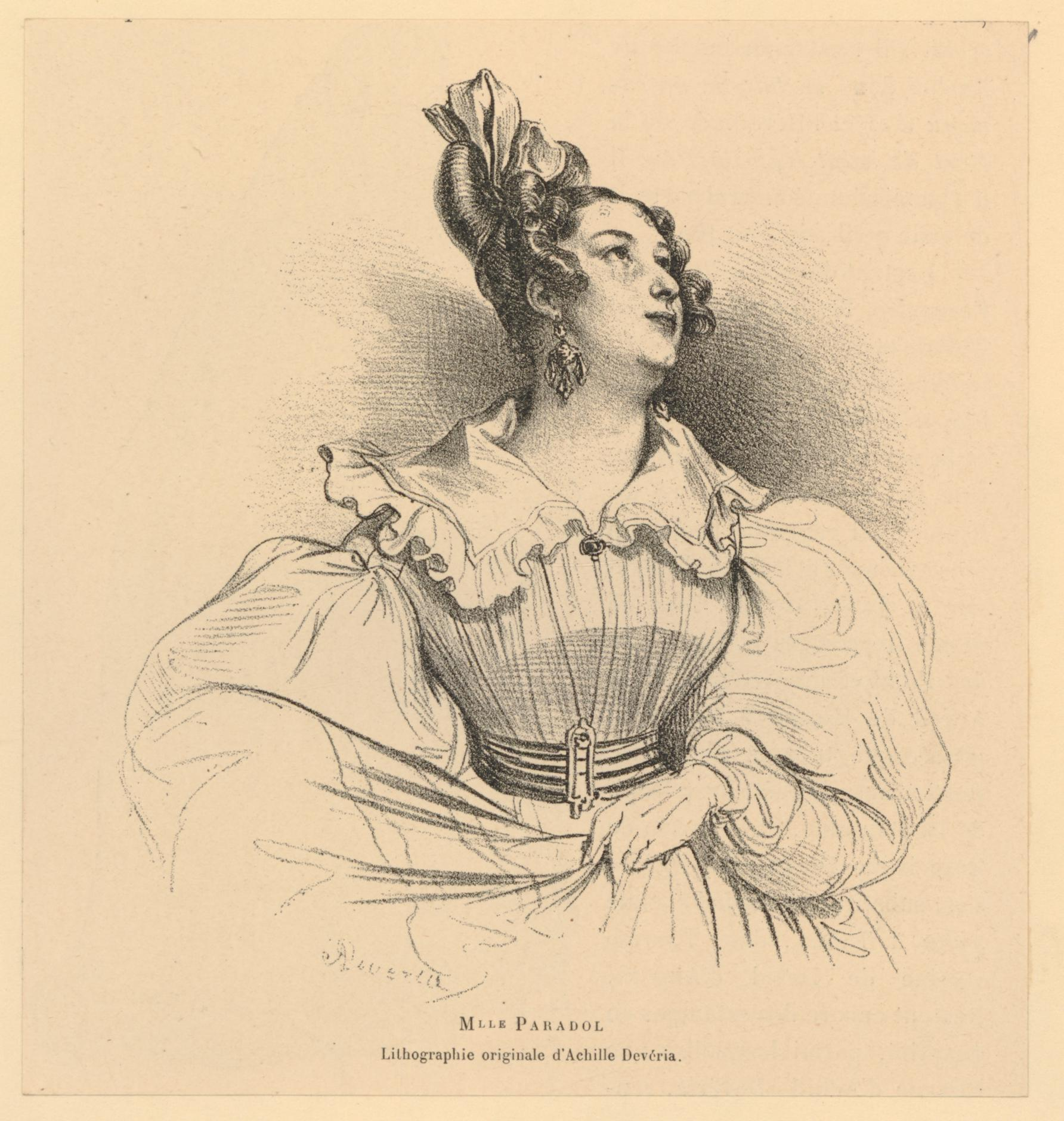
Porträt Lucinde Paradols

Anne Catherine Lucinde Paradol,  bekannt als Lucinde Paradol nach ihrer Heirat Prévost-Paradol (* 4. Februar 1798 in Paris; † 29. Oktober 1843 in Neuilly-sur-Seine), war eine französische Schauspielerin.

## Karriere
Paradol war Tochter eines Perückenmachers und wurde 1814 am Pariser Konservatorium angenommen. Dort erhielt sie ihre musikalische Ausbildung bei Charles-Henri Plantade und Auguste Mathieu Panseron, was ihren Werdegang nachhaltig beeinflusste. Sie debütierte 1816 an der Pariser Oper und beendete bald darauf ihre Ausbildung. Nach Engagements in Lyon und Marseille kehrte sie, weil der Erfolg ausblieb, nach Paris zurück. Durch die Fürsprache Théodore Michelots fand sie ein Engagement an der Comédie-Française, wo sie 1819 der Truppe beitrat. Da Mademoiselle George weitestgehend absent war, wurde Ersatz für sie gesucht und Paradol spielte die Semiramis in Glucks gleichnamiger Oper. Im Jahr 1822 wurde Paradol in die Société de la Comédie-Française, als festes Ensemblemitglied, aufgenommen.
Als sie, während einer herrschenden Pockenepidemie im Jahr 1838, den Auftritt ihrer Kollegin Mademoiselle Duchesnois übernehmen musste und sie sich durch ihre Impfung auch selbst unwohl fühlte, erlitt sie im Eifer des Bühnengeschehens eine Prellung der Brust, die so schwer war, dass sie von der Bühne getragen werden musste. Das bezeichnete das Ende ihrer bis dahin erfolgreichen Bühnenkarriere. Bei ihrer Abschiedsvorstellung 1843, die zu ihren Gunsten gegeben wurde, war sie nicht mehr Teil des Ensembles, trat nicht mehr auf. Nach Jahren schweren Leidens starb Paradol noch im gleichen Jahr.
Als ausgesprochene Schönheit bekannt, was der Kritik, zu ihren Rollen in Dramen, missfiel, feierte sie dennoch große Erfolge, was ihrem überaus großen schauspielerischem Talent, dem Einfühlungsvermögen und ihrer Bühnenpräsenz geschuldet war.

## Privates
Paradol hatte zwei Kinder, von denen aber nur ihr Sohn, der 1829 geborene Lucien-Anatole Prévost-Paradol, bekannt ist. Ebenfalls im Jahr 1829 heiratete sie Vincent Prévost, der ein pensionierter Chef d’escadron eines Ingenieurkorps war.